# 陀羅尼
陀羅尼（藏語：གཟུངས，轉寫：gzungs），意譯總持、能持、能遮、遮持，又音譯作陀隣尼、馱囉尼、陁羅尼，持的意思是「無所漏忘」，能持的意思是「持諸善法，不令漏失」。能遮為「遮諸惡法，不令得起」。二者合稱遮持，又作總持，意思是「持善不失，持惡不生」。總持又解釋為「對經典的文字、義理、修行功德，皆悉持守」，或者「用少量簡略的詞句，含攝多量廣泛的義理」。
又翻作咒，是指真言（mantra），真實無二之言是真言。又稱持明（梵：vidyadhara、緬：weizzā）、密語（祕密語）等，真言或咒，是以梵語、俗語的字母及句子構成，出現於佛教经典中。陀羅尼和曼怛羅都有真實之言、咒之含意，不過陀羅尼大多指可明白理解其意思的詞句，用來憶持教法，而曼怛羅則大多為不知道意義，需特別傳授的秘密語句。印度最早的真言是婆羅門用於祭祀的吠陀贊歌。

## 名稱
通常陀羅尼、真言、明咒、神咒，被視為同義詞而混用，不過這些詞彙仍有些許表達上的差別。另外，陀羅尼大多會強調其普傳的特性，而曼怛羅（mantra）則較具有祕密的性質而需特別傳授。諦語並非固定的詞句，而是隨場合發出的誓言。咒願則是一般場合的祝福之語。
- 真言（梵語：mantra）︰指真實無虛妄之言。mantra又帶有密語、神咒之意味。
- 陀羅尼、總持（梵語：dhāraṇī）︰用少量的詞句，總攝教法義理，令不散不失。近似詞：陀羅那（梵語、巴利語：dhāraṇa），意思是憶持。
- 明咒（梵語：vidyāmantra）︰明是智慧、知識，明咒是能破除無明煩惱的語句。
- 咒、神咒︰能引發神通，消除災患的詞語。
- 諦語（英语：Sacca-kiriya）（梵語：satyavacana，巴利語：saccavacana），或譯實語、真實語：有良好功德的人，從真誠不虛妄的誓言中，發出神奇的力量，實現誓言[6]。
- 咒願（梵語、巴利語：anumodanā[7][8]），又作祝願：沙門於受食等場合，以帶有吉祥意義的祝願詞為眾生祝福、祈願[6]。
  - 相關詞語[6][9]：達嚫（梵語：dakṣiṇā，巴利語：dakkhiṇā）。三鉢羅佉多、僧跋（梵語：saṃprāpta[10]，巴利語：sampatta[11]。迴向（梵語：pariṇāmanā，巴利語：pattidāna、pattānumodanā）。

## 類型
根據《大智度論》，陀羅尼分三種。按智顗的解釋，這三種陀羅尼，分別對應「名持（持守文句）、義持（持守義理）、行持（持守修行）」：
1. 聞持陀羅尼：謂得此陀羅尼者，於一切語言、諸法，耳之所聞，皆不忘失。
2. 分別陀羅尼：謂得此陀羅尼者，於一切眾生，一切諸法，分別不錯。
3. 入音聲陀羅尼：謂得此陀羅尼者，聞一切眾生惡言罵詈，心不憎恨；聞一切眾生善言讚歎，心不搖動，是名入音聲陀羅尼。

根據《瑜伽師地論》，陀羅尼分為四種：
1. 法陀羅尼：謂諸菩薩得念、慧力，能記誦、集結無量經典，永不忘失。
2. 義陀羅尼：謂諸菩薩得念、慧力，能解明經典之無量義趣，永不忘失。
3. 呪陀羅尼：謂諸菩薩依禪定力，令其諸呪章句悉皆神驗，能除眾生種種災患。
4. 忍陀羅尼：謂諸菩薩精勤修習，因起智慧，通達諸法離言實相，得菩薩忍。

又不空《總釋陀羅尼義讚》，解說陀羅尼為四種：
1. 法持：由得此持，摧滅一切雜染之法，證得清淨法界等流教法。
2. 義持：由得此持，於一字義中，悟百千無量修多羅行，演說逆順自在。
3. 三摩地持：由此持故，必不散動，三昧現前，悟無量百千三摩地門。悲增菩薩於六趣以願受生，不被煩惱、隨煩惱壞其三昧。由此三摩地證五神通成就，利樂無邊有情。
4. 文持：由此持故，成就所聞，所謂一切契經，於一切如來諸菩薩所聞百千無量修多羅，永不忘失。

不空又用「法、義、三摩地、文」這四義，來解說「真言」、「密咒」、「明」，並稱「或有一字真言乃至二字三字乃至百字千字萬字，復過此數乃至無量無邊，皆名陀羅尼、真言、密言、明」。

## 佛教咒語

### 歷史
在初期佛教和部派佛教中，佛教僧人就會用咒語作防護（paritta）之用，最為鮮明的一個例子，是用來防護毒蛇的咒語。
律藏中記載僧人以慈心遍滿蛇王族等有情眾生，祈願其不來害我，並為一切有情的安樂祝願，最後稱唸三寶無量，蛇蟲等眾生有限有量，我已得防護，禮敬佛世尊，來防護毒蛇，在南傳上座部中，這又被稱作《蘊護衛偈》（Khandha Paritta）。
類似的記載出現在《雜阿含經·優波先那經》，《隨勇尊者經》，《根本說一切有部毘奈耶》，以及梵文本《Upasena Sūtra》。這版本先是誦唸偈頌（gāthā），以慈心遍滿蛇王族、一切有情眾生，並為一切有情安樂祝願，最後以如來真實語之威力及三寶加被，守護善人，破除毒害，再說呪術章句（mantrapada）「塢躭婆隷　躭婆隷（otuṃbile tuṃbile）」等。
在大乘佛教中，用來防護毒蛇、遠離毒害的咒語，如《佛母大孔雀明王經》（Mahā-Māyūrī Vidyā-Rājñī）等，經中講述「佛母大孔雀明王陀羅尼」之咒語，能滅一切諸毒、怖畏、災惱，又提及諸龍王名字，當起慈心稱念其名，並祈願一切眾生，各起慈心相護念，最後敬禮佛陀、菩提、涅槃、諸菩薩、大孔雀明王尊等 ，祈求護衛我及諸眷屬，無病壽百歲。

### 形式
佛教咒語大致可分為四種形式：
1. 種子字，只有一個音節，猶如植物的種子，以一聲多，故名為種子字；例如“嗡”、“吽”等；
2. 心咒，一般只有幾個音節到十幾個音節，是咒語的中心或重心，故稱咒心；例如《觀音菩薩六字真言》、《文殊菩薩五字心咒》等；
3. 短咒，一般只有短短的幾句；例如《功德寶山神咒》、《藥師灌頂真言》等；
4. 長咒，有十幾句、幾十句甚至百千句，例如《大悲咒》、《楞嚴咒》、《尊勝咒》等。